# Mario Corte
Mario Corte (Cagliari, 29 novembre 1878 – Roma, 23 dicembre 1967) è stato un attore, regista e doppiatore italiano.

## Biografia
Tra il 1914 e il 1921 diresse sette cortometraggi di mediocre successo e, tra la fine degli anni trenta e la metà degli anni cinquanta, prese parte a diversi film in ruoli secondari come caratterista. Tra di essi, si ricorda Amore rosso - Marianna Sirca, diretto da Aldo Vergano nel 1952, in cui recitò nella parte di papà Berto, accanto ad Arnoldo Foà e Marcella Rovena.
Attivo anche come doppiatore, è ricordato soprattutto per aver prestato la propria voce, nel 1947, a Geppetto nel Pinocchio disneyano. Per i Classici Disney interpretò anche uno dei Corvi di Dumbo - L'elefante volante, il dottore nel primo doppiaggio di Lilli e il vagabondo e lo spassoso automobilista che inveisce contro Crudelia De Mon verso la fine de La carica dei cento e uno. La sua voce è riconoscibile anche nei film Un uomo tranquillo, per la regia di John Ford, del 1952, e I dieci comandamenti, diretto da Cecil B. DeMille, del 1956.
Ritiratosi dall'attività nel 1963, morì nel 1967, all'età di 89 anni, per cause naturali. Riposa presso il Cimitero del Verano.

## Filmografia

### Attore
- Pietro Micca, regia di Aldo Vergano (1938)
- C'è un fantasma nel castello, regia di Giorgio Simonelli (1942)
- Giorni felici, regia di Gianni Franciolini (1943)
- Monastero di Santa Chiara, regia di Mario Sequi (1949)
- Auguri e figli maschi!, regia di Giorgio Simonelli (1951)
- Il Cristo proibito, regia di Curzio Malaparte (1951)
- Amore rosso - Marianna Sirca, regia di Aldo Vergano (1952)
- Il ventaglino, episodio di Questa è la vita, regia di Mario Soldati (1954)

### Regista
- La serenata della morte (1914)
- Espiazione (1916)
- L'inviolabile (1919)
- La borsa e la vita (1920)
- La voce d'oro (1921)
- Sublime rinuncia (1921)
- Anime erranti (1921)

## Doppiaggio

### Cinema
- Harry Davenport in Vento di primavera, Il conquistatore del Messico, Piccole donne
- Will Wright in Uomo bianco, tu vivrai!, Nessuno resta solo, Un solo grande amore
- Ludwig Stössel in Casablanca, Corriere diplomatico
- Houseley Stevenson in La donna di fuoco, Le colline camminano
- Russell Simpson in La carovana dei mormoni, Alamo
- Pedro de Cordoba in Bernadette, Il ritratto di Dorian Gray
- Frank Terry in Il regalo di nozze
- Lucien Littlefield in I figli del deserto
- Al Shean in San Francisco
- Charley Grapewin in Capitani coraggiosi
- Clarence Wilson in L'eterna illusione
- Frank Darien in Furore
- George Irving in Fuggiamo insieme
- Hank Bell in Anche i boia muoiono
- Howard Davies in Torna a casa, Lassie!
- Charles McNaughton in Mi chiamo Giulia Ross
- Clem Bevans in Il cucciolo
- Harry Carey in Duello al sole
- Art Smith in Anima e corpo
- Erville Alderson in Azzardo
- George Cleveland in Così sono le donne
- Snub Pollard in Abbandonata in viaggio di nozze
- Carlo Pisacane in Campane a martello
- Paul Harvey in Bill sei grande!
- Armando Annuale in Incantesimo tragico (Oliva)
- Francis Pierlot in La casa del corvo
- Milton Kibbee in La città del piacere
- Vladimir Sokoloff in L'avventuriero di Macao
- Arthur Page in L'angelo scarlatto
- Fred Kelsey in La giostra umana
- William Fawcett in La maschera di fango
- Eliot Makeham in Quattro in medicina
- Luigi Moneta in L'arte di arrangiarsi
- Kokuten Kodo in I sette samurai
- Mikhail Rasumny in La donna venduta
- Everett Glass in La legge del Signore
- Richard Garrick in La donna dai tre volti
- Hugh Graham in Fluido mortale
- Anatol Winogradoff in Non mangiate le margherite
- Percy Helton in Sfida nell'Alta Sierra

### Film d'animazione
- Geppetto in Pinocchio
- Corvo 1 in Dumbo - L'elefante volante
- Dottore in Lilli e il vagabondo (ed.1955)
- Meccanico/Camionista in La carica dei cento e uno